# Priest (serie de televisión)
Priest (Hangul: 프리스트; RR: Peuriseuteu), es una serie de televisión surcoreana transmitida del 24 de noviembre del 2018 hasta el 20 de enero del 2019, a través de OCN.

## Sinopsis
La serie sigue a un grupo de médicos y exorcistas que protegen a las personas de un hospital católico en Seúl.
Oh Soo-min, es un joven sacerdote católico que sigue las reglas y está lleno de energía, así como uno de los miembros de "643 Regia", un grupo que realiza exorcismos extraoficialmente. En el pasado, su propia madre fue poseída por un demonio y al no poder recibir un exorcismo, murió, después de lo sucedido el sacerdote Moon Ki-seon, quien formó el grupo, le enseña a Soo-min como realizarlos.
Mientras tanto, Ham Eun-ho es una doctora que deja de creer en  Dios después de que su familia sufriera un lamentable y desafortunado accidente. Decidida a salvar la vida de las personas decide estudiar medicina. Trabajando en la sala de emergencias de un hospital su vida se enfrenta a un gran cambio, cuando es testigo de un fenómeno sobrenatural y poco después conoce al sacerdote Soo-min.

## Reparto

### Personajes principales[3][4]
| Actor                    | Personaje            | Nº de episodios | Notas |
| ------------------------ | -------------------- | --------------- | --- |
| Yeon Woo-jin Jo Yong-jin | Oh Soo-min (Michael) | 16              | Es un obediente e imprudente sacerdote católico, así como miembro del grupo "643 Regia". Veinte años atrás, Soo-min y su padre, junto al sacerdote Moon Ki-seon, fueron testigos de la muerte de su joven madre, luego de ser poseída y asesinada por un demonio, debido a la negativa de su padre a creer en el exorcismo, impidiendo que le realizaran uno. Ki-seon decide tomar a Soo-min bajo su tutela y se convierte en un exorcista. |
| Jeong Yu-mi Gam So-hyun  | Dra. Ham Eun-ho      | 16              | Es una doctora del Hospital Católico del Sur que pierde su fe en Dios a temprana edad, luego de que sus padres murieran frente a ella durante un accidente. Conoce a Soo-min, luego de que uno de sus pacientes fuera poseído por una entidad maligna. Luego de ser testigo del exorcismo de su paciente, así como de uno de sus colegas comienza a creer nuevamente. Más rade se une al grupo "643 Regia" y se convierte en una exorcista. |
| Park Yong-woo            | Moon Ki-seon (Peter) | 16              | Es un sacerdote católico de alto rango y el encargado de fundar el grupo "643 Regia", un grupo de sacerdotes que extraoficialmente realiza exorcismos de seres malignos, ya que el Vaticano aún no lo reconoce. Cuando Soo-min era más joven le pide a Ki-seon que sale a su madre, sin embargo debido a la negativa de su padre, ella muere, por lo que Ki-seon toma a Soo-min bajo su protección y le enseña a realizar exorcismos.       |

### Personajes secundarios
| Actor                   | Personaje             | Episodios donde apareció | Notas |
| ----------------------- | --------------------- | ------------------------ | --- |
| Son Jong-hak (손종학)   | Det. Goo Do-gyun      | -                        | Es un detective al borde de la jubilación y un miembro importante del grupo "634 Regia". |
| Oh Yeon-ah              | Shin Mi-yeon (Angela) | -                        | Es la gerente de una galería y miembro del grupo "634 Regia". |
| Yoo Bi (유비)           | Jung Yong-pil         | -                        | Es el conductor de una ambulancia privada, que posee una licencia como técnico médico de emergencia, así como un miembro importante del grupo "634 Regia". Su esposa muere debido a un sacerdote malvado.                                                                                   |
| Jang Won-hyung (장원형) | Dr. Jang Won-suk      | -                        | Es un residente de tercer año de medicina de emergencia del hospital católico a quien no le agrada la doctora Ham Eun-ho, por ser mujer y porque originalmente no había estudiado medicina de emergencia. Won-suk se ve involucrado en muchos incidentes y constantemente pelea con Eun-ho. |
| Lee Dong-ha             | Psiq. Jung Tae-hyun   | -                        | Es un psiquiátra. |
| Cha Min-ji (차민지)     | Det. Jang Kyung-ran   | -                        | Es una joven detective. |
| Kang Kyung-hun (강경헌) | Cha Seon-young        | -                        | Es la amiga de Ham Eun-ho. |
| Lee Gun-myung (이건명)  | Dr. Lee Gi-hong       | -                        | Es un cirujano jefe del "South Catholic Hospital", quien se basa en las reglas y trabaja duro en su vida social. |
| Lee Young-suk (이영석)  | Obispo Kwak           | -                        | Es un sacerdote malvado. |
| Jang Hee-ryung          | Dra. Kim Yoo-ri       | -                        | Es una doctora. |
| Jang Jung-yeon (장정연) | Jo Hyung-rae          | -                        | |
| Choi Yoo-ri (최유리)    | Cha Young-jin         | -                        | Es la hija de Cha Seon-young. |

### Otros personajes
| Actor                   | Personaje                 | Episodios donde apareció | Notas                                                                               |
| ----------------------- | ------------------------- | ------------------------ | ----------------------------------------------------------------------------------- |
| Jeon Jin-ki (전진기)    | Jung Hyung-seo (Ignatius) | 1, 9                     | Es un sacerdote.                                                                    |
| Park Jung-won (박정원)  | Dra. Song Mi-so           | 1-4, 13-16               | Es una doctora.                                                                     |
| Park Min-soo (박민수)   | Kim Woo-joo               | 1-3, 14                  | Es un joven paciente.                                                               |
| Bae Jung-hwa (배정화)   | -                         | 3                        | Es la madre de Oh Soo-min, quien muere luego de ser poseída por un demonio maligno. |
| Kang Shin-chul (강신철) | -                         | 3, 9                     | Es el padre de Oh Soo-min.                                                          |
| Yeon Je-wook (연제욱)   | Seo Jae-oon Padre Antonio | 5-7 15-16                | Seo Jae-oon es un enfermero, mientras que el padre Antonio, es un sacerdote.        |
| Jung Suk-yong (정석용)  | -                         | 7                        | Es un profesor.                                                                     |
| Kim Kwang-shik (김광식) | Dr. Sul Hyun              | -                        | Es un doctor y gerente del centro.                                                  |
| Yoon Jung-sub (윤정섭)  | -                         | -                        |                                                                                     |
| Bae Eun-woo (배은우)    | -                         | 13                       | Es una enfermera.                                                                   |
| Han Hye-ji (한혜지)     | -                         | -                        | Es una enfermera.                                                                   |
| Jang Se-ah (장세아)     | -                         | 16                       | Es una monja.                                                                       |
| Son Young-sun (손영순)  | -                         | -                        |                                                                                     |
| Lee Na-ra (이나라)      | -                         | -                        |                                                                                     |
| Yang Jo-ah (양조아)     | -                         | -                        |                                                                                     |
| Kang Sung-wook (강성욱) | -                         | -                        | Es un guardia de seguridad.                                                         |
| Choi Na-moo (최나무)    | -                         | -                        | Es una monja.                                                                       |
| Lee Eun-saem            | Chae Yi-soo               |                          | [ 15 ]                                                                              |

### Apariciones especiales
| Actor     | Personaje   | Episodios donde apareció | Notas                                         |
| --------- | ----------- | ------------------------ | --------------------------------------------- |
| Moon Sook | Lee Hae-min | 8-12, 16                 | Es una monja y miembro del grupo "643 Regia". |
| Ji Il-joo | Kim Joon-ho | 13-14                    | Es un paciente.                               |

## Episodios
La serie está conformada por 16 episodios, los cuales fueron emitidos todos los sábados y domingos a las 22:00 (KST).

### Raitings
Los números en color rojo indican las calificaciones más bajas, mientras que los números en azul indican las calificaciones más altas.
| N.º      | Fecha de emisión        | Participación promedio de audiencia | Participación promedio de audiencia |
| N.º      | Fecha de emisión        | AGB Nielsen                         | AGB Nielsen                         |
| N.º      | Fecha de emisión        | Nacional                            | Seúl                                |
| -------- | ----------------------- | ----------------------------------- | ----------------------------------- |
| 1        | 24 de noviembre de 2018 | 1.862%                              | 2.237%                              |
| 2        | 25 de noviembre de 2018 | 2.487%                              | 3.220%                              |
| 3        | 1 de diciembre de 2018  | 2.019%                              | 2.178%                              |
| 4        | 2 de diciembre de 2018  | 2.411%                              | 3.046%                              |
| 5        | 8 de diciembre de 2018  | 1.889%                              | 2.308%                              |
| 6        | 9 de diciembre de 2018  | 2.278%                              | 3.011%                              |
| 7        | 15 de diciembre de 2018 | 1.726%                              | 1.927%                              |
| 8        | 16 de diciembre de 2018 | 2.003%                              | 2.619%                              |
| 9        | 22 de diciembre de 2018 | 1.416%                              | 2.038%                              |
| 10       | 23 de diciembre de 2018 | 1.902%                              | 2.479%                              |
| 11       | 5 de enero de 2019      | 1.362%                              | 1.654%                              |
| 12       | 6 de enero de 2019      | 1.876%                              | 2.754%                              |
| 13       | 12 de enero de 2019     | 1.637%                              | 2.270%                              |
| 14       | 13 de enero de 2019     | 2.244%                              | 3.085%                              |
| 15       | 19 de enero de 2019     | 1.413%                              | 1.633%                              |
| 16       | 20 de enero de 2019     | 2.072%                              | 2.697%                              |
| Promedio | Promedio                | 1.912%                              | 2.447%                              |

## Música
El OST de la serie está conformado por 2 partes, las cuales fueron distribuidas a través de "Genie Music" y "Stone Music Entertainment":

### Parte 1
| No. | Intérpretes                        | Canción           | Letra          | Música         | Duración |
| --- | ---------------------------------- | ----------------- | -------------- | -------------- | -------- |
| 1   | NieN feat. Choi Sung-wook (최성욱) | "Wake Me"         | Jeong Gu-hyeon | Jeong Gu-hyeon | 3:41     |
| 2   | -                                  | "Wake Me" (Inst.) | -              | -              | 3:41     |

### Parte 2
| No. | Intérprete           | Canción            | Letra                  | Música                       | Duración |
| --- | -------------------- | ------------------ | ---------------------- | ---------------------------- | -------- |
| 1   | Lee Ye-joon (이예준) | "Light Me"         | Park Geun-cheol y RUNY | ee Dong-jun y Jeong Gu-hyeon | 4:07     |
| 2   | -                    | "Light Me" (Inst.) | -                      | -                            | 4:07     |

## Producción
La serie fue creada por Studio Dragon.
Fue dirigida por Kim Jong-hyeon (김종현), quien contó con el apoyo del guionista Moon Man-sae (문만세). Mientras que la producción ejecutiva fue realzada por Kim Dong-hyun.
La primera lectura del guion fue realizada en el 2018 en Corea del Sur.
La serie contó con el apoyo de la compañía de producción "Crave Works".